# Coendou sanctamartae
Coendou sanctamartae — вид гризунів родини Голкошерстові (Erethizontidae). 

## Поширення
Вид мешкає в Колумбії: в сухих лісах на нижніх схилах (нижче 500 м над рівнем моря)Сьєрра-Невада-де-Санта-Марта, на низовинах на східних схилах (до 1100 м над рівнем моря) з Сьєрра-де-Періха. Вид також може буде знайдений в сусідній Венесуелі, й, можливо, на півночі Колумбії.

## Поведінка
Раніше вважався підвидом Coendou prehensilis; його каріотип: 2n = 74, FN = 82. 